# Riegersburg (Styria)
Riegersburg – gmina targowa w Austrii, w kraju związkowym Styria, w powiecie Südoststeiermark. Według danych Austriackiego Urzędu Statystycznego liczyła 4927 mieszkańców (1 stycznia 2015).